# 飯田亮
飯田 亮（いいだ まこと、1933年4月1日 - 2023年1月7日）は、日本の実業家。従四位。セコム創業者、取締役最高顧問。

## 経歴
東京市日本橋区馬喰町（後の東京都中央区日本橋馬喰町）に、酒問屋「岡永」を経営する父・紋治郎の五男として生まれる。神奈川県立湘南中学（後の神奈川県立湘南高等学校）では、石原慎太郎や江藤淳らと同期であり、「太陽族」のモデルとなった遊び仲間のひとりであったとされる。学習院大学政経学部経済学科に進み、1956年に卒業して、父が経営する株式会社岡永に入社した。
1962年に独立して、学生時代以来の「飲み友達」であった戸田壽一とともに日本初の警備保障会社とされる日本警備保障株式会社を設立し、代表取締役社長となる。東京オリンピックで民警としての警備を一手に担うなど、事業を成長させ、1976年には代表取締役会長となり、1983年には社員たちの反対を押し切って社名をセコムに改めた。
1997年、取締役最高顧問となり、以降は各種団体の代表役員などを務めるようになって、1998年から人道目的の地雷除去支援の会（JAHDS）理事長、日本卓球協会会長となったほか、2002年からは全国警備業協会顧問、日本経済団体連合会常任理事、特殊法人等改革推進本部参与会議座長なども務めた。代表権を返上した後も、社会では「飯田代表」と呼ばれている。
2023年1月7日死去していたと同月13日公表。89歳没。死没日を以って従四位に叙せられ、旭日重光章を授章した。

## 親族
長兄飯田博は岡永会長、次兄飯田保はテンアライド創業者、三兄飯田勧はオーケー創業者、叔父には飯田耕作 (英語学者)（神奈川大学学長・英語教授）。セコム代表取締役社長の尾関一郎は娘婿。

## おもな著書

### 単著
- 経営の実際：8つの重要なポイント、中経出版、2003年
- できる上司は「あと5分」の考え方が違う!：その先の壁を突き破るための仕事術、青春出版社、2005年
- 世界のどこにもない会社を創る!：セコム創業者の痛快な起業人生、草思社、2007年
- 正しさを貫く：私の考える仕事と経営、PHPファクトリー・パブリッシング、2007年
- 経営の王道、中経出版、2007年
- 打てば必ず響く人、三笠書房、2008年

### 飯田亮「述」とされるもの
- （ソニー・マガジンズビジネスブック編集部 編著）飯田亮語録：天性の創造的破壊者、ソニー・マガジンズ、1996年
- （秋場良宣 編著）意志を貫く：飯田亮「創造する経営」を語る：人の喜ぶ事業は成功する、東洋経済新報社、1998年
- （宮本惇夫 編著）むずかしく考えるな楽しくやれ：セコム飯田亮の直球直言、日本実業出版社、1999年
- （企業家倶楽部編集部 編著）経営に頂上なし：セコム取締役最高顧問飯田亮、企業家ネットワーク、2004年